# Anthela ferruginosa
Anthela ferruginosa Walker, 1855 è un lepidottero notturno, appartenente alla famiglia Anthelidae, endemico dell'Australia.

## Etimologia
Il nome del genere deriva dal termine greco ἀνϑήλη (anthele), a sua volta una modificazione di ἄνϑος (antos, fiore).
L'epiteto specifico deriva invece dall'aggettivo latino ferrūgĭnōsus (= di ferro, ferrigno), con riferimento alla colorazione delle ali, che può ricordare le tonalità dell'ossido ferrico.

## Descrizione
Si tratta di falene di dimensione media (l'apertura alare è al massimo di 42 mm), con abitudini tendenzialmente notturne o crepuscolari, e caratterizzate da una buona capacità di volo. Il corpo è alquanto robusto e in particolare il torace e l'addome appaiono rivestiti da una fitta peluria.

### Adulto

#### Capo
Il capo si mostra ricoperto da sottili scaglie piliformi rossicce.
Gli occhi sono nerastri, e non sono presenti ocelli funzionali; le antenne, bianco-giallastre, sono bipettinate fino all'apice nel maschio, con processi laterali nerastri, mentre appaiono filiformi nella femmina.
Le appendici boccali sono fortemente ridotte e non funzionali. Le setole dei lobi piliferi sono mancanti. I palpi mascellari sono vestigiali, come pure quelli labiali; il primo articolo non rivela la presenza di un organo con struttura simile a quella dei chaetosemata. La spirotromba è del tutto assente.

#### Torace
Il torace è ricoperto di fitte scaglie piliformi e non sono presenti organi timpanici.
Nell'ala anteriore si può notare la presenza di un'areola allungata, dal cui apice dipartono le sezioni distali di Rs1, Rs2, Rs3 ed Rs4; nella parte distale dell'areola, è presente una nervatura trasversale tra Rs1 ed Rs2 che va a formare un triangolo acuto. M2 corre più ravvicinata a M3 che a M1. CuA1 e CuA2 sono chiaramente separate e distinguibili, mentre manca CuP. 1A+2A mostra una netta biforcazione nella regione basale.
Nell'ala posteriore, provvista di una venulazione decisamente più ridotta, Sc è connessa al margine anteriore della cellula discale tramite una nervatura trasversale, che appare molto sottile e talvolta difficile da scorgere. Rs ed M1 sono ravvicinate, e come nell'ala anteriore, M2 parte in posizione più ravvicinata a M3 che a M1. Manca CuP, mentre 3A è presente e ben definita.

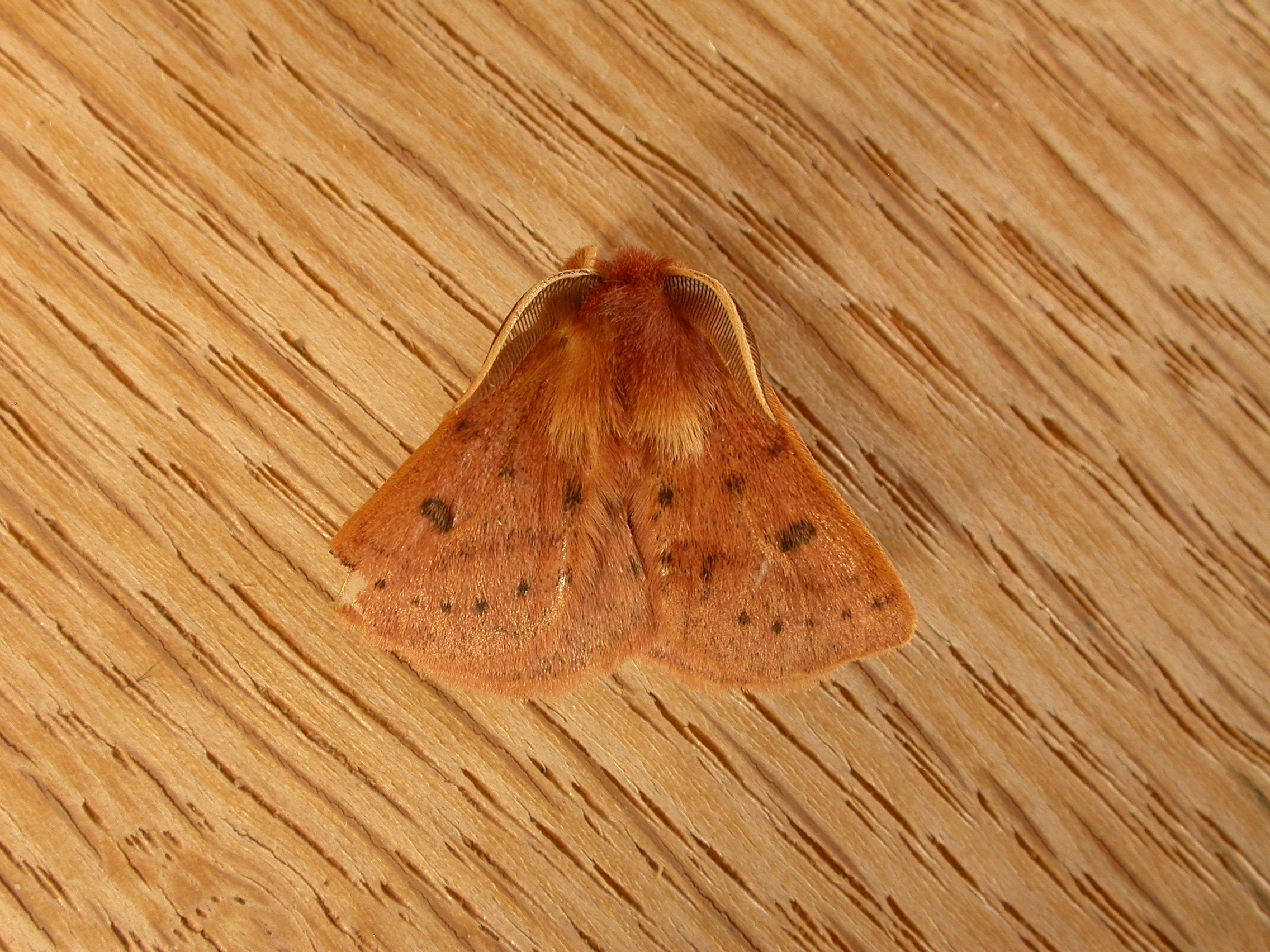
Maschio

La colorazione di fondo della pagina dorsale dell'ala anteriore va dal rosso carico fino al grigio-rossastro, talvolta con sfumature di rosa; si nota una vistosa macchia reniforme, di colore nerastro, in corrispondenza della zona discale, oltre a due o tre macchie più piccole, dello stesso colore ma non sempre presenti, in punti diversi all'estremità distale del campo basale; di regola si può osservare una linea di otto piccoli punti scuri nella fascia subterminale; il termen è arcuato e provvisto di ciglia rossastre, mentre l'apice è alquanto appuntito, ma non falciforme. La pagina inferiore dell'ala anteriore riprende i motivi della superficie dorsale, ma con tonalità più spente.
L'ala posteriore risulta arrotondata e lievemente più chiara della posteriore; sulla pagina superiore si nota una macchia discale, oltre a una singola serie di sette piccolissimi punti scuri nella fascia submarginale. Anche qui, la superficie ventrale ha tonalità più sbiadite rispetto a quella dorsale.
L'accoppiamento alare è del tipo "frenato" nei maschi e amplessiforme nelle femmine, col mantenimento della sola parte basale del frenulum. La spinarea è assente.
Nelle zampe, di un rosso un po' più chiaro rispetto al resto del corpo, l'epifisi è presente solo nei maschi, mentre gli speroni tibiali, non molto lunghi, hanno formula 0-2-2; le tibie e i femori sono rivestiti di lughe scaglie piliformi, mentre i tarsomeri appaiono più scuri all'estremità distale. Arolio e pulvilli sono presenti, questi ultimi provvisti di un lobo dorsale. Le unghie hanno struttura semplice, priva di dentellatura ventrale.

#### Addome
L'addome è alquanto tozzo in entrambi i sessi e, come il torace, risulta privo di organi timpanici e rivestito da fitte scaglie piliformi rossastre.
Ai lati del primo tergite si osservano due inspessimenti che, nel maschio, proseguono postero-lateralmente fino a terminare con due processi conici, situati caudalmente rispetto al primo paio di spiracoli. Il secondo sternite non presenta strutture di connessione con i tergiti, ma è provvisto di brevi apodemi anteriori, benché non siano ravvisabili venulae ben sviluppate.
Nell'apparato riproduttore maschile, tegumen e vinculum sono sclerificati assieme; le valvae sono alquanto sviluppate; lo gnathos è vestigiale, così come i socii; l'edeago è cilindrico e provvisto anteriormente di un coecum penis e di un cornutus.
Nel genitale femminile, la bursa copulatrix non è molto grande; l'ostium bursae è posizionato nella parte anteriore della superficie ventrale dell'VIII somite; le gonapofisi hanno una lunghezza ridotta.

### Uovo
Non è stato descritto l'uovo di questa specie.

### Larva
Le larve sono rossastre, con parecchie setole secondarie, e leggermente più piccole di quelle di Anthela ocellata e A. acuta.

#### Capo
Il capo è di dimensioni ridotte rispetto al resto del corpo, soprattutto negli ultimi stadi di sviluppo, con un apparato boccale di tipo ipognato. Sono presenti sei stemmata per lato, disposti su un arco più o meno regolare.

#### Torace
Nel torace, i segmenti hanno tutti dimensioni alquanto simili, e sono rivestiti di una fitta peluria rossa. Le zampe protoraciche sono più sviluppate delle altre.

#### Addome
Nell'addome si osserva una coppia di verruche dorsali in A1, due coppie (D1 e D2) sui segmenti A2-A7, e una sola verruca in posizione mediodorsale in A8.
La larva matura presenta cinque coppie di pseudozampe, robuste ma non molto allungate, sui segmenti III-VI e X; l'ultimo paio di pseudopodi, quello anale, appare più sviluppato dei precedenti. Nelle pseudozampe, gli uncini sono robusti e disposti su linee ellittiche incomplete.

### Pupa
La pupa è obtecta, decisamente tozza e provvista di un capo arrotondato. I palpi mascellari sono assenti e la spirotromba è rappresentata da un paio di piccoli lobi. Le antenne sono corte (circa i due terzi della lunghezza dell'ala) e solo una piccola porzione dei palpi labiali è esposta. Il cremaster è assente, ma si osservano poche setole uncinate all'estremità anale.

## Biologia

### Ciclo biologico
Gli adulti sono prevalentemente notturni, con una moderata attrazione per la luce, più accentuata nei maschi.
Lo stadio adulto è incapace di alimentarsi, non disponendo di un apparato boccale funzionale.
si ritiene che in questa famiglia l'accoppiamento avvenga subito dopo l'emersione delle femmine dai bozzoli, considerato che quelle attratte dalle fonti luminose, tendono a deporre immediatamente uova già fecondate.

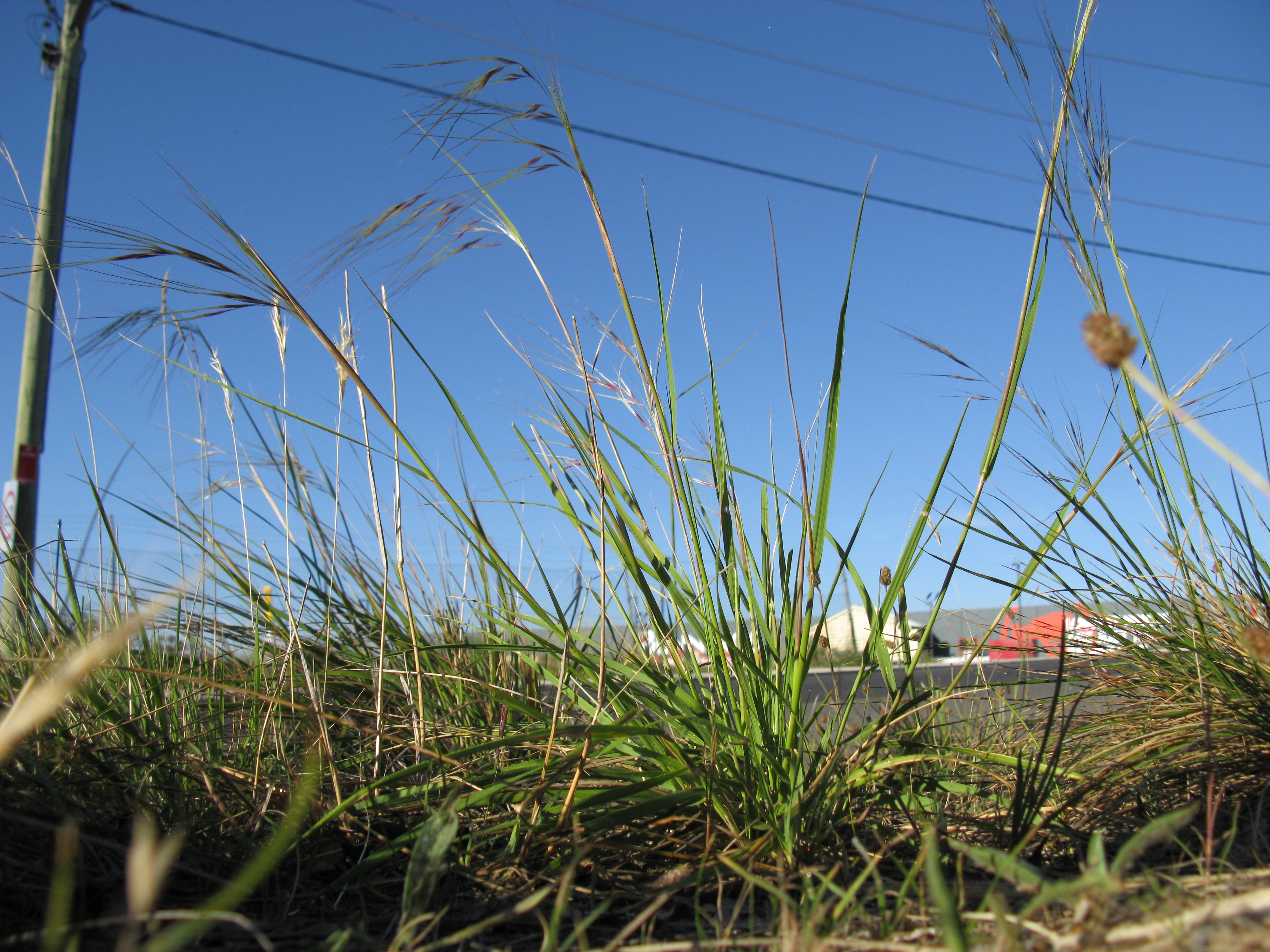
Nassella neesiana, una pianta nutrice di A. ferruginosa

Anche le larve sono principalmente attive durante le ore di buio, e non si registra il fenomeno del gregarismo.

### Alimentazione
Queste larve non sono minatrici fogliari, ma al contrario si alimentano aggrappate alle foglie delle piante nutrici.
In particolare, il bruco di A. ferruginosa è stato rinvenuto su alcune Poaceae australiane, tra cui Nassella neesiana (Trin. & Rupr.) Barkworth, 1990:

### Parassitoidismo
Non sono noti casi di parassitoidismo ai danni di larve di Anthela ferruginosa, da parte di specie di imenotteri o di ditteri

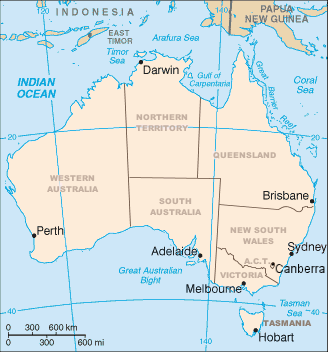
L'Australia

## Distribuzione e habitat
La specie è endemica dell'Australia sudorientale (Australia Meridionale, Queensland, Nuovo Galles del Sud, Territorio della Capitale Australiana, Victoria e Tasmania).
Questo antelide non è molto frequente, ma si può rinvenire sia nei boschi della fascia costiera, sia nelle foreste delle zone interne.

## Tassonomia
Anthela ferruginosa Walker, 1855 - List Spec. lepid. Insects Colln Br. Mus. (4):854 - locus typicus: Sydney.

### Sottospecie
Non sono state individuate sottospecie.

### Sinonimi
Sono stati riportati i seguenti sinonimi:
- = Darala parva Walker, 1855 - List Spec. Lepid. Insects Colln Br. Mus. (4): 892 - locus typicus: Terra di Van Diemen (Tasmania)[1]
- = Darala minuta Swinhoe, 1892 - Cat. Het. Mus. Oxford (1): 210 - locus typicus: Nuovo Galles del Sud[23]
- = Anthela walkeri Strand, 1925 - in Seitz, A. 1934, Die Gross-schmetterlinge der Erde 10: 366 - locus typicus: non indicato[24]
- = Anthela guttifascia Strand, 1925 - in Seitz, A. 1934, Die Gross-schmetterlinge der Erde 10: 366 - locus typicus: non indicato[24]

## Conservazione
La specie non è stata inserita nella Lista rossa IUCN.

### Pubblicazioni
- (EN) Brock, J. P., Pupal protrusion in some bombycoid moths, in Entomologist's Gazette, vol. 41, Faringdon, E.W. Classey, 1990,  pp. 91-98, ISSN 0013-8894 (WC · ACNP), LCCN sf93093861, OCLC 704023603.
- (EN) Common, I. F. B. & McFarland, N., A new subfamily for Munychryia Walker and Gephyroneura Turner (Lepidoptera: Anthelidae) and the description of a new species from western Australia (PDF), in Journal of the Australian Entomological Society, vol. 9, n. 1, Brisbane, The Society, aprile 1970,  pp. 11-22, ISSN 0004-9050 (WC · ACNP), LCCN 76646181, OCLC 4660271339.
- (EN) Haines, L. C., Observations on Some Australian Forest Insects - 14. A Preliminary List of Insects Attacking Pinus spp. in New South Wales (PDF), in Australian Zoologist, vol. 13, n. 1, Sydney, Royal Zoological Society of New South Wales, 18 settembre 1963,  pp. 57-69, ISSN 0067-2238 (WC · ACNP), LCCN 21006530, OCLC 939085527.
- (EN) Kitching, I. J.; Rougerie, R.; Zwick, A.; Hamilton, C. A.; St. Laurent, R. A.; Naumann, S.; Ballesteros Mejia, L.; Kawahara, A. Y., A global checklist of the Bombycoidea (Insecta: Lepidoptera) (PDF), in Biodiversity Data Journal, vol. 6, Sofia, Pensoft Publishers, 12 febbraio 2018,  p. e22236, DOI:10.3897/BDJ.6.e22236, ISSN 1314-2828 (WC · ACNP), LCCN 2014243065, OCLC 967864539.
- (RU) Kuznetzov, V. I. & Stekolnikov, A. A., Comparative and functional morphology of the male genitalia of the Bombycoid moths (Lepidoptera, Papilionomorpha: Lasiocampoidea, Sphingoidea, Bombycoidea) and their systematic position, in Trudy Zoologičeskogo instituta, vol. 134, Leningrado, Akademija nauk SSSR, 1985,  pp. 3-48, ISSN 0206-0477 (WC · ACNP), OCLC 715330709.
- (EN) McFarland, N. P., Annotated list of larval foodplant records for 280 species of Australian moths (PDF), in Journal of Lepidopterists' Society, 33 (Supplement), New Haven, Conn., The Society, 1879,  pp. 1-72, ISSN 0024-0966 (WC · ACNP), LCCN 56023725, OCLC 6750131.
- (FR) Minet, J., Nouvelles frontières, géographiques et taxonomiques, pour la famille des CaIlidulidae (Lepidoptera, Calliduloidea), in Nouvelle Revue d'Entomologie (N. S.), vol. 6, n. 4, Fontenay-sous-Bois, Association pour le soutien de la Nouvelle Revue d'Entomologie, 1990  [1989],  pp. 351-368, ISSN 0374-9797 (WC · ACNP), OCLC 637361329.
- (EN) Mosher E., A Classification of the Lepidoptera Based on Characters of the Pupa (PDF), in Bulletin of the Illinois State Laboratory of Natural History, vol. 1912, n. 2, Urbana, Illinois, Illinois State Laboratory of Natural History, marzo 1916,  pp. 17-159 + 27 pls., DOI:10.5962/bhl.title.70830, ISSN 0073-5272 (WC · ACNP), LCCN 16027309, OCLC 2295354.
- (EN) Shepard, H. H., The pleural and sternal sclerites of the lepidopterous thorax (abstract), in Annals of the Entomological Society of America, vol. 23, n. 2, College Park, Md., The Society, 1º giugno 1930,  pp. 237-260, DOI:10.1093/aesa/23.2.237, ISSN 0013-8746 (WC · ACNP), LCCN 08018807, OCLC 5722253617.
- (EN) Swinhoe, C., A revision of the Old World Lymantriidae in the National Collection (PDF), in Transactions of the Entomological Society of London, vol. 51, Londra, The Society, 1903,  pp. 375-498, ISSN 0035-8894 (WC · ACNP), LCCN sn88024445, OCLC 5156753765.
- (EN) Swinhoe, C., A revision of the genera of the family Liparidae (PDF), in Annals and magazine of natural history; zoology, botany, and geology, (9) 10, n. 58, Londra, Taylor & Francis, 1922,  pp. 449-484, ISSN 0374-5481 (WC · ACNP), LCCN 68007383, OCLC 875836246.
- (EN) Turner, A. J., A Classification of the Australian Lymantriadae (PDF), in Transactions of the Entomological Society of London, vol. 1904, Londra, The Society, 1904,  pp. 469-481, DOI:10.1111/j.1365-2311.1904.tb02751.x, ISSN 2053-2520 (WC · ACNP), LCCN sn88024445, OCLC 220279251.
- (EN) Turner, A. J., A new family of Lepidoptera, the Anthelidae (PDF), in Transactions of the Royal Entomological Society of London, vol. 67, n. 3-4, Londra, The Society, gennaio 1920,  pp. 415-419, DOI:10.1111/j.1365-2311.1920.tb00014.x, ISSN 0035-8894 (WC · ACNP), LCCN sn88024447, OCLC 5156765240.
- (EN) Turner, A. J., Revision of Australian Lepidoptera. Hypsidae, Anthelidae (PDF), in Proceedings of the Linnean Society of New South Wales, vol. 46, Sydney, The Society, 1921,  pp. 159-191, DOI:10.5962/bhl.part.14007, ISSN 0370-047X (WC · ACNP), LCCN 21002639, OCLC 5974844269.
- (EN) Turner, A. J., A review of the phylogeny and classification of the Lepidoptera (PDF), in Proceedings of the Linnean Society of New South Wales, vol. 71, Sydney, The Society, 1947,  pp. 303-338, ISSN 0370-047X (WC · ACNP), LCCN 21002639, OCLC 476489959.
- (EN) Zwick, A., Molecular phylogeny of Anthelidae and other bombycoid taxa (Lepidoptera: Bombycoidea) (abstract), in Systematic Entomology, vol. 33, n. 1, Oxford, Blackwell Science, 14 gennaio 2008,  pp. 190-209, DOI:10.1111/j.1365-3113.2007.00410.x, ISSN 0307-6970 (WC · ACNP), LCCN 76646885, OCLC 4646424351.
- (EN) Zwick, A., The principal structure of male genital sclerites and muscles of bombycoid moths, with special reference to Anthelidae (Lepidoptera: Bombycoidea) (abstract), in Arthropod Structure and Development, vol. 38, n. 2, Oxford, Inghilterra, Elsevier Science Ltd., marzo 2009,  pp. 147-161, DOI:10.1016/j.asd.2008.07.006, ISSN 1467-8039 (WC · ACNP), LCCN 00260055, OCLC 4933452593, PMID 18765298.
- (EN) Zwick, A.; Regier, J.C.; Mitter, C. and Cummings, M., Increased gene sampling yields robust support for higher-level clades within Bombycoidea (Lepidoptera) (abstract), in Systematic Entomology, vol. 36, n. 1, Oxford, Blackwell Scientific Publications, 1º gennaio 2011,  pp. 31-43, DOI:10.1111/j.1365-3113.2010.00543.x, ISSN 0307-6970 (WC · ACNP), LCCN 76646885, OCLC 698219475.

### Testi
- (DE) Bryk, F., Lymantriidae, collana Lepidopterorum Catalogus, Strand, E., vol. 62, Berlino, Junk, 1934,  p. 441, ISBN non esistente, LCCN 12012878, OCLC 630860100.
- Castiglioni, L. & Mariotti, S., IL - Vocabolario della lingua latina, Brambilla, A. & Campagna, G., 30ª ristampa, Torino, Loescher, 1983  [1966],  p. 2493, ISBN 978-88-201-6657-1, LCCN 76485030, OCLC 848632390.
- (EN) Common, I. F. B., Australian Moths, Slater, E. (Photos), Brisbane, Jacaranda Press, 1963,  pp. 128; 331 figg., ISBN non esistente, LCCN 73028592, OCLC 7401642.
- (EN) Common, I. F. B., Moths of Australia, Slater, E. (fotografie), Carlton, Victoria, Melbourne University Press, 1990,  pp. vi, 535, 32 con tavv. a colori, ISBN 9780522843262, LCCN 89048654, OCLC 220444217.
- (EN) Faithfull, I. G., Biodiversity impacts of Chilean needle grass Nassella neesiana on Australia’s indigenous Grasslands [tesi] (PDF), St. Albans, Victoria, Australia, Victoria University, aprile 2012,  p. 306, OCLC 811153570 (archiviato dall'url originale il 9 marzo 2017).
- (EN) Fletcher, D. S. and Nye, I. W. B., The Generic names of moths of the world (PDF), Vol. 4, Bombycoidea, Castnioidea, Cossoidea, Mimallonoidea, Sesioidea, Sphingoidea, Zygaenoidea, Londra, Trustees of the British Museum (Natural History), 1982,  p. 192, DOI:10.5962/bhl.title.119597, ISBN 9780565008482, OCLC 55566822.
- (FR) Hulstaert, G., Lepidoptera Heterocera. Fam. Anthelidae, in Wytsman, P. (ed.). - Genera Insectorum, Vol. 191, Bruxelles, Verteneuil & Desmet, 1928,  pp. 1-13 +1 tav., ISBN non esistente, LCCN sn87028360, OCLC 313241437.
- (EN) Kristensen, N. P. (Ed.), Handbuch der Zoologie / Handbook of Zoology, Band 4: Arthropoda - 2. Hälfte: Insecta - Lepidoptera, moths and butterflies, Kükenthal, W. (Ed.), Fischer, M. (Scientific Ed.), Teilband/Part 35: Volume 1: Evolution, systematics, and biogeography, ristampa 2013, Berlino, New York, Walter de Gruyter, 1999  [1998],  pp. x, 491, ISBN 978-3-11-015704-8, OCLC 174380917.
- (EN) Marriott, P., Moths of Victoria, part one, Silk moths and allies Bombycoidea, Victoria, Entomological Society of Victoria, 2008,  p. 36, ISBN 9780980580204, OCLC 299916378.
- Schenkl, F.; Brunetti, F., Dizionario Greco-Italiano/Italiano-Greco, a cura di Meldi, D., collana La creatività dello spirito, Berrettoni G. (nota bibliografica), La Spezia, Casa del Libro - Fratelli Melita Editori, dicembre 1991  [1990],  p. 77, ISBN 978-88-403-6693-7, OCLC 797548053.
- (EN) Scoble, M. J., The Lepidoptera: Form, Function and Diversity, seconda edizione, London, Oxford University Press & Natural History Museum, 2011  [1992],  pp. xi, 404, ISBN 978-0-19-854952-9, LCCN 92004297, OCLC 25282932.
- (DE) Seitz, A., Die Gross-Schmetterlinge der Erde: eine systematische Bearbeitung der bis jetzt bekannten Grossschmetterlinge, Bd. 10, Die indo-australischen Spinner und Schwärmer, Stoccarda, Verl. des Seitzschen Werkes, 1929, ISBN non esistente, LCCN sv89027820, OCLC 715449316.
- (EN) Stehr, F. W. (Ed.), Immature Insects, 2 volumi, seconda edizione, Dubuque, Iowa, Kendall/Hunt Pub. Co., 1991  [1987],  pp. ix, 754, ISBN 978-0-8403-3702-3, LCCN 85081922, OCLC 13784377.
- (EN) Swinhoe, C., Catalogue of eastern and Australian Lepidoptera Heterocera in the collection of the Oxford University Museum (PDF), Part I. Sphinges and Bombyces, Oxford, Clarendon Press, 1892,  pp. 1-324, ISBN non esistente, OCLC 903998282.
- (EN, LA) Walker, F., List of the specimens of lepidopterous insects in the collection of the British Museum (PDF), parti 4-6, Londra, Order of the Trustees, 1855  [1854-66],  pp. 778-1507, DOI:10.5962/bhl.title.58221, ISBN non esistente, LCCN agr04000350, OCLC 257830843.